# Torre de Siña
La torre de Siña es una edificación del siglo XVII situada en el concejo asturiano de Amieva.
La torre reproduce el modelo de vivienda de la arquitectura medieval. Es una torre de volumen cuadrado que presenta tres alturas. La parte principal está en la planta baja con diseño adintelado rodeado de una moldura, la continuación de la puerta es el balcón principal y también rodeado de similares molduras. Sobre el balcón queda el hueco del escudo nobiliario, pero aún existe otro pequeño cerca de la esquina de la fachada. Todo el frente está hecho en sillar de esmerada talla a diferencia de las otras fachadas.
- Datos: Q9088943